# Say Aah
Say Aah è un singolo del cantante statunitense Trey Songz, pubblicato nel 2009 ed estratto dall'album Ready.
Il brano ricevette un buon successo in patria, diventando all'epoca il maggior successo di Songz, essendo anche il primo brano del cantante R&B a ricevere un ottimo airplay anche nelle radio pop.

## Composizione
Il pezzo fu composto nei giorni di chiusura dell'album Ready e doveva comprendere i versi di due rapper che alla fine decisero di non essere nel brano, e ciò portò a far fare a Fabolous il suo verso nel brano il giorno che l'album fu masterizzato.
Il brano si riferisce al sesso orale quando nel ritornello cita la frase spesso usata dai dottori "fai 'aah' ".

## Tracce
- Download digitale

1. Say Aah – 3:27

## Classifiche
| Classifica (2010) | Posizione massima |
| ----------------- | ----------------- |
| Belgio (Fiandre)  | 25                |
| Canada            | 43                |
| Stati Uniti       | 9                 |
| Stati Uniti (R&B) | 3                 |